# Debora Römer
Debora Henrica Theodora Römer (Deil, 11 augustus 1855 - Renkum, 24 december 1926) was een Nederlandse schilderes.

## Leven en werk
Römer was een lid van het patriciaatsgeslacht Römer en een dochter van dr. Rudolf Cornelis Hendrik Römer (1816-1886) en Debora Henrica Theodora van Oosterzee (1820-1858). Haar vader was een liberaal predikant en kerkhistoricus die publiceerde over theologie, letterkunde en geschiedenis. Haar moeder was een dochter van Wouter Leonardus van Oosterzee, predikant te Goes.
Römer bleef, net als haar vijf broers en zussen, ongehuwd.
Ze kreeg schilderlessen van Théophile de Bock, Siebe ten Cate, Pieter Dupont en Jozef Hoevenaar. Römer schilderde met name bloemstillevens en boslandschappen. Ze was lid van Arti et Amicitiae en de Kunstenaarsvereniging Sint Lucas. Ze exposeerde tussen 1895 en 1915 meerdere malen met 'Sint Lucas' in het Stedelijk Museum, en bij de tentoonstellingen van levende meesters.
Römer overleed in 1926, op 71-jarige leeftijd.